# 트웬데
《트웬데》(영어: Twende)는 2023년 12월 4일부터 쇼맥스에서 방영된 텔레비전 애니메이션이다.

## 등장인물
- 트웬데(영어: Twende, 성우: 주니어 뇽오[2]): 카툰의 주인공, 노랑 천산갑.
- 누루(영어: Nuru, 성우: 준 가추이): 파랑 파랑새과.
- 보스(영어: Boss, 성우: 엘사판 은조라): 하이에나.
- 킴베(영어: Kimbe, 성우: 찰스 우다): 치타.
- 마담 몽구스(영어: Madame Mongoose, 성우: 음캄지 음와텔라): 카툰의 악당, 몽구스.
- 디지(영어: Dizi, 성우: 조이스 무소케): 몽구스.
- 체체(영어: Che Che, 성우: 레이몬드 카라고): 근육질의 라텔와 마담 몽구스의 조수.
- 사니(영어: Sani, 성우: 제일런 데이비드슨): 가수 누속.
- 메야(영어: Meya): 하마와 말레마 시장.
- 주리(영어: Zuri): 얼룩말.